# 泉水镇 (浦北县)
泉水镇，是中华人民共和国广西壮族自治区钦州市浦北县下辖的一个乡镇级行政单位。

## 行政区划
泉水镇下辖以下地区：
新圩社区、泉新村、旧州村、平阳村、小蒙屯村、横流村、坭江村和湴山村。